# 国立病院機構沖縄病院
独立行政法人国立病院機構沖縄病院（どくりつぎょうせいほうじんこくりつびょういんきこうおきなわびょういん）は、沖縄県宜野湾市に位置する医療機関。旧国立療養所沖縄病院。国が直営する施設等機関（旧国立療養所）であったが、2004年に独立行政法人化。独立行政法人国立病院機構が運営している。政策医療分野における神経・筋疾患、呼吸器疾患（結核を含む）の専門医療施設である。隣接地に沖縄県立森川特別支援学校が所在する。

## 診療科
- 内科
- 神経内科
- 一般内科
- 呼吸器内科
- 総合診療内科
- 外科
- 整形外科
- 呼吸器外科
- リハビリテーション科
- 放射線科
- 専門外来
- 緩和医療
- 麻酔科

## 医療機関指定等
出典
| 日本外科学会専門医制度修練施設     | 日本胸部外科学会指定施設                       |
| 日本呼吸器外科学会認定施設         | 呼吸器外科専門医合同委員会認定専門研修基幹施設 |
| 日本呼吸器学会認定施設             | 日本呼吸器内視鏡学会認定施設                   |
| 日本感染症学会認定研修施設         | 日本神経学会認定施設                           |
| 日本がん治療認定医機構認定研修施設 | 日本病理学会研修登録施設                       |
| 日本緩和医療学会認定研修施設       | 日本内科学会教育関連施設                       |
| 日本臨床神経生理学会認定施設       | 日本アレルギー学会専門医教育研修施設           |

## アクセス
病院公式サイト「当院へのアクセス」を参照